# Droga I/34 (Czechy)
Droga krajowa 34 (cz. Silnice I/34) – droga krajowa I kategorii w Czechach, biegnąca na obszarze kraju południowoczeskiego, Wysoczyny oraz pardubickiego. Ze swoją długością 202,48 km jest jedną z najdłuższych i najważniejszych dróg krajowych. Trasa jest częścią drogi międzynarodowej E49 oraz na krótkim odcinku E551. Biegnie z Czeskich Budziejowic przez Jindřichův Hradec, Pelhřimov, Humpolec, Havlíčkův Brod i Poličkę aż do Svitavy, gdzie krzyżuje się z drogą I/35. W okolicy Humpolca trasa ma węzeł z autostradą D1.